# Sery (Ardenes)
Sery és un municipi francès situat al departament de les Ardenes i a la regió del Gran Est. L'any 2007 tenia 339 habitants.

## Demografia

### Població
El 2007 la població de fet de Sery era de 339 persones. Hi havia 130 famílies de les quals 34 eren unipersonals (13 homes vivint sols i 21 dones vivint soles), 50 parelles sense fills, 38 parelles amb fills i 8 famílies monoparentals amb fills.
La població ha evolucionat segons el següent gràfic:
Habitants censats

### Habitatges
El 2007 hi havia 180 habitatges, 136 eren l'habitatge principal de la família, 22 eren segones residències i 22 estaven desocupats. 173 eren cases i 3 eren apartaments. Dels 136 habitatges principals, 112 estaven ocupats pels seus propietaris, 19 estaven llogats i ocupats pels llogaters i 5 estaven cedits a títol gratuït; 3 tenien dues cambres, 21 en tenien tres, 40 en tenien quatre i 72 en tenien cinc o més. 113 habitatges disposaven pel capbaix d'una plaça de pàrquing. A 62 habitatges hi havia un automòbil i a 56 n'hi havia dos o més.

### Piràmide de població
La piràmide de població per edats i sexe el 2009 era:
| Homes | Edats   | Dones |
| ----- | ------- | ----- |
| 0     | 95 o +  | 0     |
| 0     | 90 a 94 | 0     |
| 0     | 85 a 89 | 4     |
| 0     | 80 a 84 | 4     |
| 4     | 75 a 79 | 24    |
| 8     | 70 a 74 | 8     |
| 4     | 65 a 69 | 4     |
| 24    | 60 a 64 | 12    |
| 16    | 55 a 59 | 12    |
| 4     | 50 a 54 | 4     |
| 4     | 45 a 49 | 4     |
| 16    | 40 a 44 | 16    |
| 16    | 35 a 39 | 4     |
| 4     | 30 a 34 | 16    |
| 4     | 25 a 29 | 4     |
| 8     | 20 a 24 | 4     |
| 12    | 15 a 19 | 16    |
| 12    | 10 a 14 | 16    |
| 4     | 5 a 9   | 8     |
| 4     | 0 a 4   | 16    |

## Economia
El 2007 la població en edat de treballar era de 190 persones, 133 eren actives i 57 eren inactives. De les 133 persones actives 114 estaven ocupades (65 homes i 49 dones) i 19 estaven aturades (6 homes i 13 dones). De les 57 persones inactives 19 estaven jubilades, 13 estaven estudiant i 25 estaven classificades com a «altres inactius».

### Ingressos
El 2009 a Sery hi havia 138 unitats fiscals que integraven 344,5 persones, la mediana anual d'ingressos fiscals per persona era de 16.683 €.

### Activitats econòmiques
Dels 13 establiments que hi havia el 2007, 1 era d'una empresa alimentària, 6 d'empreses de construcció, 1 d'una empresa de comerç i reparació d'automòbils, 1 d'una empresa d'hostatgeria i restauració, 1 d'una empresa de serveis, 1 d'una entitat de l'administració pública i 2 d'empreses classificades com a «altres activitats de serveis».
Dels 8 establiments de servei als particulars que hi havia el 2009, 2 eren paletes, 1 guixaire pintor, 2 lampisteries, 1 electricista i 2 perruqueries.
L'únic establiment comercial que hi havia el 2009 era una fleca.
L'any 2000 a Sery hi havia 18 explotacions agrícoles que ocupaven un total de 920 hectàrees.

## Poblacions més properes
El següent diagrama mostra les poblacions més properes.